# Ганка Бєліцька
Ганка Бєліцька (пол. Hanka Bielicka; 9 листопада 1915—9 березня 2006, Варшава) — польська актриса театру, кіно і кабаре.

## Біографія
Ганка Бєліцька народилася 9 листопада 1915 в селі Кононівка, Полтавська губернія. Акторську освіту отримала в Державному інституті театрального мистецтва у Варшаві, який закінчила в 1939 році.
Дебютувала в кіно в 1946. Актриса театрів в різних містах (Вільнюс, Білосток, Лодзь, Варшава).
Померла 9 березня 2006 року в Варшаві, похована на варшавському кладовищі Старі Повонзкі.
Дружина актора Єжи Душинський.

## Вибрана фільмографія
- 1946 — Заборонені пісеньки — вулична співачка
- 1954 — Автобус вирушає о 6.20 / Autobus odjeżdża 6.20
- 1955 — Ірена, додому! / Irena do domu!
- 1962 — Гангстери і філантропи — дружина Ковальського
- 1965–1966 — Домашня війна / Wojna domowa
- 1966 — Пекло і небо
- 1966 — Шлюб з розрахунку / Małżeństwo z rozsądku
- 1968 — Пан Володийовський